# پتر کوته
پتر کوته (به آلمانی: Peter Kotte) بازیکن فوتبال و مهاجم اهل آلمان شرقی بود که از سال ۱۹۷۶ میلادی عضو تیم ملی فوتبال آلمان شرقی بوده‌است. وی در ۲۱ بازی ملی حضور داشته و در بازی‌های ملی‌اش ۳ گل به ثمر رساند. پتر کوته آخرین بازی ملی خود را در سال ۱۹۸۰ میلادی انجام داد.